# Manifold (software)
Manifold es un paquete de software para Sistemas de Información Geográfica desarrollado por la empresa Manifold.net que trabaja sobre la plataforma Microsoft Windows.

## Características
Manifold en su versión 7.00 soporta datos vectoriales y ráster, incluye SQL espacial y posee un servidor IMS integrado, entre otras características generales de los sistemas SIG.

## Competencia
El sistema compite con productos ESRI y MapInfo GIS.